# Dacryobolus incarnatus
Dacryobolus incarnatus är en svampart som beskrevs av Quél. 1885. Dacryobolus incarnatus ingår i släktet Dacryobolus och familjen Fomitopsidaceae.   Inga underarter finns listade i Catalogue of Life.